# Carlo Keil-Möller

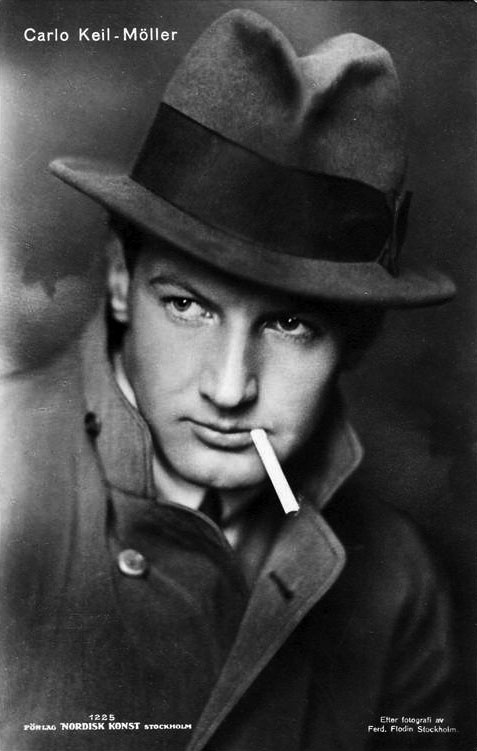
Carlo Keil-Möller

Carlo Keil-Möller (8 de diciembre de 1890 - 22 de diciembre de 1958) fue un actor, director y guionista teatral y cinematográfico de nacionalidad sueca.

## Biografía
Su nombre completo era Carl Otto Keil-Möller, y nació en Gotemburgo, Suecia. Debutó como actor teatral en 1915 en el Komediteatern, donde trabajó hasta 1921. Al siguiente año se comprometió con Albert Ranft en el Helsingborgs stadsteater. Posteriormente, en 1927–1935, fue director en el Lorensbergsteatern, y en 1935–1939 escribió guiones para SF Studios, trabajando como director en el Teatro Dramaten hasta su jubilación en 1956. 
Carlo Keil-Möller falleció en 1958 en Sövde, Suecia, siendo enterrado en el cementerio de dicha localidad.

## Filmografía

### Actor
- 1918 : Mästerkatten i stövlar
- 1920 : Robinson i skärgården
- 1921 : En lyckoriddare
- 1924 : En piga bland pigor
- 1962 : Fåfängans marknad

### Director
- 1937 : En flicka kommer till sta'n

### Guionista
- 1923 : Johan Ulfstjerna
- 1924 : En piga bland pigor
- 1924 : Unge greven ta'r flickan och priset
- 1936 : Äventyret
- 1940 : Ett brott

## Teatro (selección)

### Actor
- 1912 : Mostellaria, de Plauto, dirección de Oscar Lindskog, Komediteatern[2]
- 1915 : Spader knekt, de Hans Overweg, dirección de Einar Fröberg, Komediteatern[3]
- 1915 : Pompadours triumf, de Adolf Paul, dirección de Einar Fröberg, Komediteatern[4]
- 1915 : Julstugan, de Ludvig Holberg, dirección de Einar Fröberg, Komediteatern[5]
- 1916 : Gustaf III, de August Strindberg, dirección de Einar Fröberg, Komediteatern[6]
- 1916 : Generalrepetition på ett dyrbart liv, de Harry Vosberg, dirección de Albin Lavén, Komediteatern[7]
- 1916 : Prinsessan och hela världen, de Edgard Høyer, dirección de Einar Fröberg, Komediteatern[8]
- 1916 : El enfermo imaginario, de Molière, dirección de Einar Fröberg, Komediteatern[9]
- 1916 : Hannele, de Gerhart Hauptmann, dirección de Einar Fröberg, Komediteatern[10]
- 1917 : Fädernesland, de Einar Christiansen, dirección de Einar Fröberg, Komediteatern[11]
- 1917 : Stövlett-Kathrine, de Dikken von der Lyhe Zernichow, dirección de Einar Fröberg, Komediteatern[12]
- 1917 : Ett resande teatersällskap, de August Blanche, dirección de Einar Fröberg, Komediteatern[13]
- 1917 : En födelsedag på gäldstugan, de August Blanche, dirección de Einar Fröberg, Komediteatern
- 1917 : Sorina, de Georg Kaiser, dirección de Einar Fröberg, Komediteatern[14]
- 1917 : Adlig ungdom, de Algot Ruhe, dirección de Rune Carlsten, Komediteatern[15]
- 1917 : Kapten Puff eller Storprataren, de Olof Kexél, dirección de Rune Carlsten, Komediteatern[16]
- 1918 : Ricardo III, de William Shakespeare, dirección de Einar Fröberg, Komediteatern[17]
- 1918 : Skandalskolan, de Richard Brinsley Sheridan, dirección de Einar Fröberg, Komediteatern[18]
- 1920 : 2 X 2  5, de Gustav Wied, Komediteatern[19]
- 1921 : Dygdens stig, de Robert de Flers y Gaston Arman de Caillavet, dirección de Einar Fröberg, Komediteatern[20]
- 1921 : Chitra, de Rabindranath Tagore, dirección de Einar Fröberg, Komediteatern[21]
- 1921 : En fransysk visit, de Reginald Berkeley, dirección de Nils Johannisson, Vasateatern[22]
- 1921 : Dansflugan, de Marcel Gerbidon y Paul Armont, dirección de Knut Nyblom, Vasateatern[23]
- 1922 : Varulven, de Angelo Cana, dirección de Knut Nyblom, Vasateatern[24]
- 1926 : Eliza stannar, de Henry V. Esmond, Helsingborgs stadsteater[25]

### Director
- 1935 : Tovaritch, de Jacques Deval, Göteborgs stadsteater[26]
- 1936 : Skolka skolan, de Stefan Bekeff y Adorjan Stella, Vasateatern
- 1939 : Guldbröllop, de Dodie Smith, Dramaten
- 1940 : Koppla av, de Moss Hart, Dramaten
- 1941 : Gudarna le, de A.J. Cronin, Dramaten
- 1942 : Claudia, de Rose Franken, Dramaten
- 1942 : Swedenhielms, de Hjalmar Bergman, Dramaten
- 1943 : Vår hemliga dröm, de Robert Boissy, Dramaten
- 1943 : Den stora skuggan, de Carlo Keil-Möller, Dramaten
- 1944 : Innanför murarna, de Henri Nathansen, Dramaten